# Halowe Mistrzostwa Polski Seniorów w Lekkoatletyce 2016
60. Halowe Mistrzostwa Polski Seniorów w Lekkoatletyce – zawody lekkoatletyczne, które odbyły się 5 i 6 marca 2016 w Arenie Toruń.

## Rezultaty

### Mężczyźni
| Konkurencja:              | 1. miejsce                                                                          | Rezultat     | 2. miejsce                                                                            | Rezultat     | 3. miejsce                                                                 | Rezultat     |
| Bieg na 60 m              | Remigiusz Olszewski OŚ AZS Poznań                                                   | 6,62 PB      | Krzysztof Grześkowiak OŚ AZS Poznań                                                   | 6,68 PB      | Grzegorz Zimniewicz UKS Achilles Leszno                                    | 6,73 SB      |
| Bieg na 200 m             | Karol Zalewski KS AZS UWM Olsztyn                                                   | 20,83 SB     | Bartosz Lewandowski OŚ AZS Poznań                                                     | 21,46 PB     | Hubert Kalandyk KS Agros Zamość                                            | 21,71        |
| Bieg na 400 m             | Łukasz Krawczuk WKS Śląsk Wrocław                                                   | 46,61        | Rafał Smoleń OŚ AZS Poznań                                                            | 47,52        | Jakub Smoliński RLTL ZTE Radom                                             | 47,71 SB     |
| Bieg na 800 m             | Jakub Bałdyka AZS-AWF Warszawa                                                      | 1:58,31      | Michał Knapik RKS Łódź                                                                | 1:58,90      | Adrian Wyrzykiewicz PLKS Gwda Piła                                         | 1:59,14      |
| Bieg na 1500 m            | Artur Ostrowski KB Sporting Międzyzdroje                                            | 3:44,92 SB   | Szymon Krawczyk WKS Śląsk Wrocław                                                     | 3:45,55      | Roman Kwiatkowski OKS Start Otwock                                         | 3:45,90 PB   |
| Bieg na 3000 m            | Artur Kern MKS Unia Hrubieszów                                                      | 8:23,45      | Damian Kabat WMLKS Pomorze Stargard                                                   | 8:25,03      | Paweł Szostak AZS-AWF Warszawa                                             | 8:25,97      |
| Bieg na 60 m przez płotki | Artur Noga SKLA Sopot                                                               | 7,65 SB      | Dominik Bochenek Zawisza Bydgoszcz                                                    | 7,73         | Kacper Schubert Zawisza Bydgoszcz                                          | 7,87         |
| Sztafeta 4 × 400 metrów   | OŚ AZS Poznań Bartosz Lewandowski Rafał Smoleń Robert Bryliński Ziemowit Dutkiewicz | 3:12,68      | RLTL ZTE Radom Jakub Smoliński Marcin Strzelczyk Bartłomiej Czajkowski Piotr Szewczyk | 3:13,19      | AZS-AWF Kraków Arnold Zdebiak Piotr Matyja Mateusz Jędrusik Łukasz Ligięza | 3:21,93      |
| Chód na 5000 m            | Dawid Tomala AZS-AWF Katowice                                                       | 19:36,82     | Rafał Augustyn LKS Stal Mielec                                                        | 19:38,75     | Rafał Sikora AZS-AWF Kraków                                                | 19:55,15     |
| Skok wzwyż                | Sylwester Bednarek RKS Łódź                                                         | 2,22         | Wojciech Theiner AZS KU Politechniki Opolskiej                                        | 2,19         | Piotr Milewski KS Podlasie Białystok                                       | 2,16 PB      |
| Skok o tyczce             | Paweł Wojciechowski CWZS Zawisza Bydgoszcz                                          | 5,72         | Robert Sobera AZS-AWF Wrocław                                                         | 5,72         | Piotr Lisek OSOT Szczecin                                                  | 5,50         |
| Skok w dal                | Tomasz Jaszczuk WLKS Iganie Nowe                                                    | 7,83         | Michał Rejmus AZS-AWFiS Gdańsk                                                        | 7,61 SB      | Andrzej Kuch AZS-AWF Wrocław                                               | 7,48 PB      |
| Trójskok                  | Adrian Świderski WKS Śląsk Wrocław                                                  | 16,39        | Karol Hoffmann MKS Aleksandrów Łódzki                                                 | 16,38        | Maksym Sypniewski AZS-AWF Warszawa                                         | 16,19 PB     |
| Pchnięcie kulą            | Rafał Kownatke LKS Ziemi Puckiej Puck                                               | 20,37 PB     | Konrad Bukowiecki PKS Gwardia Szczytno                                                | 20,37        | Tomasz Majewski AZS-AWF Warszawa                                           | 20,33        |
| Siedmiobój                | Michał Krawczyk AZS-AWF Warszawa                                                    | 5144 pkt. SB | Krzysztof Bartczak ZLKL Zielona Góra                                                  | 5095 pkt. SB | Karol Ciesielski AZS-AWF Warszawa                                          | 4947 pkt. PB |

### Kobiety
| Konkurencja:              | 1. miejsce                                                                     | Rezultat     | 2. miejsce                                                                            | Rezultat          | 3. miejsce                                                                     | Rezultat     |
| Bieg na 60 m              | Marika Popowicz-Drapała CWZS Zawisza Bydgoszcz                                 | 7,20 PB      | Agata Forkasiewicz AZS-AWF Wrocław                                                    | 7,32              | Katarzyna Sokólska UKS 19 Bojary Białystok                                     | 7,41 PB      |
| Bieg na 200 m             | Anna Kiełbasińska SKLA Sopot                                                   | 23,31 SB     | Agata Forkasiewicz AZS-AWF Wrocław                                                    | 23,63 PB          | Karolina Zagajewska AZS Łódź                                                   | 23,95 PB     |
| Bieg na 400 m             | Justyna Święty AZS-AWF Katowice                                                | 52,30 SB     | Ewelina Ptak WKS Śląsk Wrocław Małgorzata Hołub KL Bałtyk Koszalin                    | 52,86 PB 52,86 PB |                                                                                |              |
| Bieg na 800 m             | Danuta Urbanik Victoria Stalowa Wola                                           | 2:08,97      | Paulina Mikiewicz-Łapińska KS Podlasie Białystok                                      | 2:09,16           | Katarzyna Broniatowska AZS-AWF Kraków                                          | 2:09,75      |
| Bieg na 1500 m            | Danuta Urbanik Victoria Stalowa Wola                                           | 4:23,12      | Katarzyna Broniatowska AZS-AWF Kraków                                                 | 4:24,20           | Monika Hałasa UKS Olimpia Zabrze                                               | 4:24,29      |
| Bieg na 3000 m            | Renata Pliś MKL Maraton Świnoujście                                            | 8:56,35      | Paulina Kaczyńska WMLKS Pomorze Stargard                                              | 9:22,37 PB        | Barbara Niewiedział LUKS MGOKSiR Korfantów                                     | 9:22,40 PB   |
| Bieg na 60 m przez płotki | Karolina Kołeczek MUKS Wisła Junior Sandomierz                                 | 8,12         | Ewa Ochocka AZS-AWF Wrocław                                                           | 8,39              | Katarzyna Siewruk AZS KU Politechniki Opolskiej                                | 8,46 PB      |
| Sztafeta 4 × 400 metrów   | AZS-AWF Wrocław Anna Pałys Zofia Wróblewska Angelika Stępień Małgorzata Curyło | 3:41,34      | AZS-AWFiS Gdańsk Klaudia Gołąbek Dominika Morek Aleksandra Maliszewska Anna Pacholska | 3:43,71           | AZS-AWF Kraków Mariola Karaś Klaudia Żurek Katarzyna Chmielewska Joanna Banach | 3:44,78      |
| Chód na 3000 m            | Paulina Buziak LKS Stal Mielec                                                 | 12:40,31     | Agnieszka Szwarnóg AZS-AWF Kraków                                                     | 12:47,23          | Katarzyna Golba AZS-AWF Katowice                                               | 12:58,76 PB  |
| Skok wzwyż                | Kamila Lićwinko KS Podlasie Białystok                                          | 1,94         | Urszula Gardzielewska AZS-AWF Wrocław                                                 | 1,91              | Michalina Kwaśniewska ZLKL Zielona Góra                                        | 1,88         |
| Skok o tyczce             | Olga Frąckowiak AZS-AWFiS Gdańsk                                               | 4,30 =PB     | Kamila Przybyła Zawisza Bydgoszcz                                                     | 4,30 PB           | Justyna Śmietanka AZS-AWF Warszawa                                             | 4,20 =PB     |
| Skok w dal                | Anna Jagaciak-Michalska OŚ AZS Poznań                                          | 6,49 PB      | Ewa Rosiak KS Start Ostrów Wlkp.                                                      | 6,20 PB           | Teresa Dobija AZS Łódź                                                         | 6,17 SB      |
| Trójskok                  | Anna Jagaciak-Michalska OŚ AZS Poznań                                          | 13,91        | Martyna Bielawska AZS Łódź                                                            | 13,60             | Anna Starzak KS AZS-AWF Biała Podlaska                                         | 13,58 PB     |
| Pchnięcie kulą            | Paulina Guba OKS Start Otwock                                                  | 18,63 PB     | Klaudia Kardasz KS Podlasie Białystok                                                 | 16,76 PB          | Agnieszka Maluśkiewicz OŚ AZS Poznań                                           | 16,31 SB     |
| Pięciobój                 | Karolina Tymińska SKLA Sopot                                                   | 4400 pkt. SB | Urszula Gardzielewska AZS-AWF Wrocław                                                 | 3897 pkt. PB      | Paulina Ligarska SKLA Sopot                                                    | 3868 pkt. SB |